# Теорема Бора-Молерупа
Теорема Бора — Молерупа ствердує, що гамма-функція, означена на x > 0 як
{\displaystyle \Gamma (x)=\int _{0}^{\infty }t^{x-1}e^{-t}\,dt}
це єдина функція  f  на проміжку x > 0, яка одночасно має такі три властивості
- f (1) = 1, і
- f (x + 1) = x f (x) для x > 0 і
- f  — логарифмічно опукла.

## Доведення
Нехай Γ(x) буде функцією з припущеними вище властивостями: Γ(x + 1) = xΓ(x) і log(Γ(x)) опукла, і Γ(1) = 1. З того, що Γ(x + 1) = xΓ(x) ми можемо вивести
{\displaystyle \Gamma (x+n)=(x+n-1)(x+n-2)(x+n-3)\cdots (x+1)x\Gamma (x)}
Це нам потрібно для того, щоб Γ(1) = 1 змушувало Γ(x + 1) = xΓ(x) повторювати фукторіали всіх цілих чисел, отже тепер ми можемо сказати, що Γ(n) = (n − 1)! якщо n ∈ N і якщо Γ(x) взагалі існує. З нашої формули для Γ(x + n) випливає, що якщо ми повністю розуміємо Γ(x) для 0 < x ≤ 1, то ми розміємо Γ(x) для всіх значень x. 
Нахил лінії, що з'єднує дві точки: (x1, log(Γ (x1))) і (x2, log(Γ (x2))), назвемо його S(x1, x2), монотонно висхідний для кожного зі своїх аргументів з x1 < x2, бо ми припустили, що log(Γ(x)) опукла. Отже, ми знаємо, що
{\displaystyle {\begin{aligned}S(n-1,n)&\leq S(n,n+x)\leq S(n,n+1)&&0<x\leq 1\\[6pt]{\frac {\log(\Gamma (n))-\log(\Gamma (n-1))}{n-(n-1)}}&\leq {\frac {\log(\Gamma (n))-\log(\Gamma (n+x))}{n-(n+x)}}\leq {\frac {\log(\Gamma (n))-\log(\Gamma (n+1))}{n-(n+1)}}\\[6pt]{\frac {\log((n-1)!)-\log((n-2)!)}{1}}&\leq {\frac {\log(\Gamma (n+x))-\log((n-1)!)}{x}}\leq {\frac {\log(n!)-\log((n-1)!)}{1}}\\[6pt]\log \left({\frac {(n-1)!}{(n-2)!}}\right)&\leq {\frac {\log(\Gamma (n+x))-\log((n-1)!)}{x}}\leq \log \left({\frac {n!}{(n-1)!}}\right)\\[6pt]\log(n-1)&\leq {\frac {\log(\Gamma (n+x))-\log((n-1)!)}{x}}\leq \log(n)\\x\log(n-1)&\leq \log(\Gamma (n+x))-\log((n-1)!)\leq x\log(n)\\\log \left((n-1)^{x}\right)+\log((n-1)!)&\leq \log(\Gamma (n+x))\leq \log \left(n^{x}\right)+\log((n-1)!)\\\log \left((n-1)^{x}(n-1)!\right)&\leq \log(\Gamma (n+x))\leq \log \left(n^{x}(n-1)!\right)\\(n-1)^{x}(n-1)!&\leq \Gamma (n+x)\leq n^{x}(n-1)!&&{\text{(*)}}\\[6pt](n-1)^{x}(n-1)!&\leq (x+n-1)(x+n-2)\cdots (x+1)x\Gamma (x)\leq n^{x}(n-1)!\\[6pt]{\frac {(n-1)^{x}(n-1)!}{(x+n-1)(x+n-2)\cdots (x+1)x}}&\leq \Gamma (x)\leq {\frac {n^{x}(n-1)!}{(x+n-1)(x+n-2)\cdots (x+1)x}}\\[6pt]{\frac {(n-1)^{x}(n-1)!}{(x+n-1)(x+n-2)\cdots (x+1)x}}&\leq \Gamma (x)\leq {\frac {n^{x}n!}{(x+n)(x+n-1)\cdots (x+1)x}}\left({\frac {n+x}{n}}\right)\\[6pt]\end{aligned}}}
Перехід {\displaystyle {\text{(*)}}} можливий, бо {\displaystyle \log } монотонно висхідна. Останній рядок — це сильне твердження. Зокрема, воно виконується для всіх значень n. Тобто Γ(x) не більша ніж правий бік для будь-якого n і так само, Γ(x) не менша ніж лівий бік для будь-якого n. Кожну нерівність можна тлумачити як незалеєне твердження. Завдяки цьому факту, ми ми вільні обирати різні значення n для правого лівого боків. Так, якщо ми збережемо n для правого боку і виберемо n + 1 для лівого, то:
{\displaystyle {\begin{aligned}{\frac {((n+1)-1)^{x}((n+1)-1)!}{(x+(n+1)-1)(x+(n+1)-2)\cdots (x+1)x}}&\leq \Gamma (x)\leq {\frac {n^{x}n!}{(x+n)(x+n-1)\cdots (x+1)x}}\left({\frac {n+x}{n}}\right)\\{\frac {n^{x}n!}{(x+n)(x+n-1)\cdots (x+1)x}}&\leq \Gamma (x)\leq {\frac {n^{x}n!}{(x+n)(x+n-1)\cdots (x+1)x}}\left({\frac {n+x}{n}}\right)\end{aligned}}}
З останнього рядку очевидно, що функція затиснена між двома виразами, звичайна практика для доведення різноманітних штук як-от існування границі або сходимості. Нехай n → ∞: 
{\displaystyle \lim _{n\to \infty }{\frac {n+x}{n}}=1}
тому при переході до границі лівий і правий боки дорівнюють один одному і це означає, що
{\displaystyle \lim _{n\to \infty }{\frac {n^{x}n!}{(x+n)(x+n-1)\cdots (x+1)x}}=\Gamma (x).}
У конетксті нашого доведення
{\displaystyle \lim _{n\to \infty }{\frac {n^{x}n!}{(x+n)(x+n-1)\cdots (x+1)x}}}
має три властивості Γ(x). Також, доведення надає вираз для Γ(x).  І остання критична частина доведення — це те. що границя послідовності унікальна. Це означає, що для будь-якого вибору 0 < x ≤ 1 може існувати лише одне Γ(x). Отже, не існує іншої функції з властивостями приписаними Γ(x).
Залишилось покажати, що Γ(x) спрацьовує для всіх x для яких
{\displaystyle \lim _{n\to \infty }{\frac {n^{x}n!}{(x+n)(x+n-1)\cdots (x+1)x}}}
існує. Проблема полягає в тому, що ми побудували нашу першу нерівність
{\displaystyle S(n-1,n)\leq S(n+x,n)\leq S(n+1,n)}
з обмеженням 0 < x ≤ 1. Якщо, скажімо, x > 1 тоді факт того, що S монотонно висхідна зробив би S(n + 1, n) < S(n + x, n), що протирічить нерівності на якій побудувоне все доведення. Але зауважте, що
{\displaystyle {\begin{aligned}\Gamma (x+1)&=\lim _{n\to \infty }x\cdot \left({\frac {n^{x}n!}{(x+n)(x+n-1)\cdots (x+1)x}}\right){\frac {n}{n+x+1}}\\\Gamma (x)&=\left({\frac {1}{x}}\right)\Gamma (x+1)\end{aligned}}}
що показує як розгорнути функцію Γ(x) для всіх значень x де границя має місце.